# Hamlet Prelude
Hamlet Prelude o Hamlet and Ophelia è un balletto di Frederick Ashton portato al debutto alla Royal Opera House nel 1977. Per il breve balletto, liberamente tratto dall'Amleto di Shakespeare, Ashton ha usato come partitura il poema sinfonico Hamlet S 104 di Franz Liszt.

## Genesi
Ashton compose il breve balletto in occasione del giubileo d'argento di Elisabetta II del Regno Unito. Il coreografo avrebbe voluto intitolare il breve balletto Hamlet and Ophelia, ma la direzione del teatro prese la decisione al posto suo. Ashton concepì il balletto come un pas de deux tra Margot Fonteyn (Ofelia) e Rudol'f Nureev (Amleto), ma l'étoile sovietico era impegnato negli Stati Uniti fin quasi al momento della prima. Di conseguenza Ashton, contando sulla capacità di Nureev di memorizzare coreografie in brevissimo tempo, creò il balletto in sala prove con Fonteyn e Wayne Eagling, che era stato nominato primo ballerino del Royal Ballet meno di due anni prima. Carl Toms disegnò la scenografia e i costumi.
Liszt aveva composto la partitura oltre un secolo prima come uno studio psicologico della figura del protagonista, mostrando poco interesse invece per Ofelia, il cui tema è appena accennato un paio di volte nel poema sinfonico. Già dal titolo, Ashton volle aumentare il peso di Ofelia nella struttura del balletto per sfruttare al meglio sia la tensione drammatica che le grandi capacità recitative della cinquantasettenne Fonteyn. 
Nureev tornò a Londra soltanto pochi giorni prima del debutto del balletto, che ebba la sua prima il 31 maggio 1977 in una serata di gala per Elisabetta II, durante il quale la compagnia danzò anche Symphonic Variations e La Valse (entrambi di Ashton) e Gloriana Choral Dances di Kenneth MacMillan.

## Rappresentazioni
Dopo essere stato rappresentato cinque volte alla Royal Opera House nel 1978, il balletto ebbe la sua prima internazionale il 18 maggio 1978 al Centro culturale Sejong di Seul con Margot Fonteyn e Wayne Eagling. Nella medesima tournée del Royal Ballet, Fonteyn ed Eagling tornarono a danzare nei ruoli di Ofelia e Amleto anche in Giappone e negli Stati Uniti.
Dopo gli anni settanta il breve balletto non è più stato rappresentato per decenni, durante i quali la coreografia andò virtualmente perduta. Nel 2021 la Frederick Ashton Foundation ha deciso di celebrare il decimo anniversario della sua fondazione riproponendo il balletto nel corso dell'evento Ashton Rediscovered: Past, Present and Future alla Royal Opera House in associazione con il Royal Ballet. Grazie al video d'archivio e alla sua esperienza con il pas de deux, Eagling ha ricreato la coreografia di Ashton, che per l'occasione è stata danzata dai primi ballerini Francesca Hayward e William Bracewell. Per l'occasione il balletto è stato presentato con il titolo scelto da Ashton, Hamlet and Ophelia. Successivamente il pas de deux è stato riproposto sul palco principale del Covent Garden nel 2024, dove è stato nuovamente danzato da Hayward e Bracewell e, nel secondo cast, da Sarah Lamb e Cesar Corrales.